# 漢斯-赫爾曼·霍普
漢斯-赫爾曼·霍普（德語：Hans-Hermann Hoppe，德語發音：[ˈhɔpə]；1949年9月2日—）是奧地利學派經濟學家，自由意志主義哲学家，以及內華達大學拉斯維加斯分校的教授。他被許多人認為是目前在世的最知名而又最重要的無政府資本主義哲學家。

## 生平
1949年生於西德下萨克森的派讷，他曾就讀於萨尔布吕肯的薩爾蘭大學、和法兰克福的法蘭克福大學，學習包括哲學、社會學、歷史學、和經濟學。並在法蘭克福大學獲得了他的哲學博士學位（1974）和他的大學任教資格（社會學和經濟學，1981）。在1976年至1978年間他也曾擔任安娜堡的密歇根大学的博士后研究員。
他曾在數間德國的大學任教，也包括了约翰·霍普金斯大学。在1986年他從德國遷徙至美國，在穆瑞·羅斯巴德教導下學習。師徒兩人的情誼一直維持至羅斯巴德於1995年去世為止。
霍普目前在內華達大學的拉斯維加斯分校擔任經濟學教授，並且也是路德維希·馮·米塞斯研究所的主要研究員。他也曾是Journal of Libertarian Studies（自由意志主義的主要學術期刊）的編輯者，直到2004年底為止。他曾出版數本銷售極佳、並且引發廣泛討論的書籍和文章。他根據尤尔根·哈贝马斯（霍普攻讀博士時的指導教授）的論述倫理學（discourse ethics），創造出了一套獨特的「立論倫理學」（argumentation ethics），並以此替自由意志主義的理念辯護。

## 理論
遵循著穆瑞·羅斯巴德的理論，霍普以經濟學作為手段深刻分析了政府的行徑，這成為了霍普最為重要的貢獻之一。霍普將政府定義為「在某個區域裡的司法和課稅服務的壟斷者」，他主張由於政府的本質，政府官僚唯一會做出的事就是追求其自身的私利。他認為這些政府會運用他們的壟斷特權以增加並鞏固他們自己的財富和權力。霍普並提出了大量歷史證據和資料來佐證他的理論。
在Democracy: The God That Failed一書中，霍普對照了世襲的君主政體與民主的共和政體。霍普主張，一個世襲的君主政權（國王）就如同國家的「擁有人」，因為在世襲制裡王位可以一代傳一代。相反的，民主共和政體裡的總統僅擔任「暫時管理人」、「房客」的角色。國王和總統都有動機會去剝削國家以追求自己的利益。不過，國王也有著維持國家長期資本價值的動機，以維護自身長期的利益，就如同屋主有動機去維持房子的資本價值一樣（而不像房客）。相反的，由於民主制度裡任期都只是暫時的，民主選出的官員反倒會更急於搶奪人民生產的財富。
依據霍普的理論，壟斷並不一定與市場佔有率有任何關聯，而是與「能否自由進入市場」參與生產特定產品或服務的競爭有關。霍普主張，壟斷者並不可能在一個自由市場裡浮現。相反的，壟斷現象一直都是政府政策干預所造成的。以消費者的觀點而言壟斷是非常不利的，因為壟斷會造成價格高漲而效率和質量低落，因為這種強迫壟斷無需面對競爭的壓力。一般「主流」的經濟學家會同意讓鞋子或理髮業交由自由市場競爭，然而霍普則會更進一步主張所有的生產和服務—包括了保安服務和司法在內—都不應該讓政府插手。他在這方面寫下了大量著作、同時也四處演講授課，主張在一個自由市場裡，互相競爭的私營保安和保險機構將能提供更好的保護服務和爭議調解服務，而無需如同現今絕大多數國家一般讓政府壟斷這些服務。

## 爭議
奧地利經濟學派裡有一項名為「時間偏好」（Time preference）的理論，分析一個人偏好消費高於儲蓄的程度多寡。霍普有一次在內華達大學的拉斯維加斯分校講課時指出，他認為同性戀可能會有更高程度的時間偏好，因為同性戀者通常不會有小孩的負擔。在講課後一名同性戀學生對他提出了申訴，引發一場針對霍普的學術調查，最後調查會在2005年2月9日發布了一封「非學術」的判決信，命令他「停止將錯誤的刻板印象當成客觀的事實」。許多人挺身而出替霍普辯護—超過1,700名學界人員和其他人簽下了請願簽名，而美國公民自由聯盟（ACLU）也決定替他背書。
最後，內華達大學拉斯維加斯分校的校長Carol Harter在一封2005年2月18日發表的公開信上宣布停止這個調查，在信中說道「教學行為在其本質和起源上都是刺激性的。挑戰學生本來就是教職人員的責任，以促使學生了解更多更廣、並鼓勵他們質疑現有的知識、以及創造新的知識…而在自由與責任兩者之間，學術自由必須是被放在最前頭的…內華達大學拉斯維加斯分校決定停止這一調查」。對霍普不利的「非學術」信函最後終於被刪除，爭議也因此告一段落。
在2005年6月霍普接受了德國報紙Junge Freiheit的採訪，在採訪中他宣稱民主政體甚至比君主政體還要邪惡，他並稱民主政體為暴民政治，他對此強調道：「我們要的是自由，而不是民主！」在採訪中霍普譴責法國大革命是屬於「和布尔什维克革命及國家社會主義（納粹）革命一樣的邪惡革命」因為法國大革命導致了「弒君、平等主義、民主、社會主義、仇恨宗教、恐怖屠殺、大規模掠奪、強暴和謀殺、強迫徵兵，以及總體來說，一場由意識形態主導的戰爭。」

## 批評

### 來自自由主義者所作的批評
新西蘭自治國國內一個擁護經濟自由主義的智庫 新西蘭倡議（New Zealand Initiative）  的執行董事奧利弗·馬克·哈特威奇（Oliver Marc Hartwich）在舉行於2005年的ISIL世界自由高峰會上發表演説，他宣稱他在較早舉行的古默斯巴赫研討會上曾經遇見霍普，並且發現他所持有的觀點與自由主義核心價值觀截然相反，作為一位優秀的經濟學家，霍普卻投身於社會學領域並提出了很多缺乏證據的説法以吸引特定的群體的關注，隨後奧利弗對霍普所提出的無政府資本主義理論提出了一系列批駁意見，奧利弗聲稱霍普對於理想的社會秩序的願景跟共產主義者關於共產主義社會的願景一樣是一種空想，而且總是忽視跟他所得出的結論不相符的歷史證據，藉此把所有責任都推卸到國家身上，此外，霍普期望國家完全消失後，自由市場會解決所有問題，但奧利弗指出很多罪惡都源於人類本身，家庭、宗教及俱樂部等等仍有可能會繼續製造衝突，完全消滅了國家並不能解決這些問題，反而會使情況惡化，宗教恐怖主義仍會繼續大行其道，自由市場原教旨主義在處理這些問題的方面上無能為力，此外，霍普曾經把另一位奧地利派人士弗瑞德呂希·海耶克稱為「瑞典式的社會民主主義者」，但實際上並不比海耶克更加推崇私有化，海耶克的思想及行為比霍普的思想及行為更加一致，後者往往言行不一，霍普又曾宣稱要把放任自由主義思想簡單化以吸引年輕人來追隨他們，其所作所為與舊納粹主義者的行為十分相似，他又曾鼓吹其追隨者煽動民眾仇視知識份子，甚至與新納粹主義者互相勾結，這使得他喪失了為古典自由主義價值觀辯護的資格，最後奧利弗宣稱霍普的思想是偽自由主義式的和威權主義式的，真正的自由主義者應該抵制霍普的思想。

### 來自放任自由主義者所作的批評
同樣擁護放任自由主義的政評人康德·羅諾修（Kant Lonothew）於2021年撰文抨擊了霍普所持有的政治觀點，康德聲稱這些觀點實際上不符合放任自由主義的原則，並且聲稱霍普在其著作如《民主：失敗之神》中所提出的建議實際上更接近保守主義的立場，原因是他宣稱任何不符合他所説的自然秩序的生活方式都是不可被容忍，甚至支持以暴力方式把民主主義者及共產主義者等人士驅逐出去，而且由於霍普仇視同性戀者及來自於第三世界的移民等等，因此他的思想正在慢慢地轉向至極權主義 甚至是法西斯主義。

### 來自學術界人士所作的批評
霍普曾經聲稱民主主義國家的領導人比君主主義國家的領導人更加揮霍無度，而且實行民主制會比實行君主制對財產權造成更加長遠的損害和推動所謂的去文明化進程。政治學家雅采克·西爾賓斯基（Jacek Sierpiński）在一篇專門探討這些觀點的論文中詳細地批駁了這些説法及霍普所認可的純粹先驗論，他發現大量證據顯示霍普所提出的論點與真實情況不相符，並且指出霍普所創立的關於君主制比民主制優越一説的理論存在八個主要的缺陷，他在這篇論文中詳細地解釋了這些缺陷是甚麼，從而有效地駁斥了這個理論。

## 著作
- Handeln und Erkennen (Bern 1976)
- Kritik der kausalwissenschaftlichen Sozialforschung (Westdeutscher Verlag 1983)
- Eigentum, Anarchie und Staat (Westdeutscher Verlag 1987)
- Praxeology and Economic Science (路德維希·馮·米塞斯研究所出版, 1988)
- A Theory of Socialism and Capitalism (Springer Science and Business Media 1989)
- The Economics and Ethics of Private Property (路德維希·馮·米塞斯研究所出版, 2006) ISBN 0-945466-40-4
- Economic Science and the Austrian Method (路德維希·馮·米塞斯研究所出版, 1995)
- Democracy: The God That Failed (Transaction Publishers, 2001)
- 編輯: The Myth of National Defense. Essays on the Theory and History of Security Production (路德維希·馮·米塞斯研究所出版, 2003)

## 外部連結
- 漢斯-赫爾曼·霍普的個人網頁 （页面存档备份，存于）
- A 2004 對霍普教授的採訪 （页面存档备份，存于）
- 立論倫理學.
- 財產和自由社會 （页面存档备份，存于）
- 路德維希·馮·米塞斯研究所 （页面存档备份，存于）
- LewRockwell.com: （页面存档备份，存于） 霍普在LewRockwell.com的檔案庫